# Поморський Микола Григорович
Микола Григорович Помо́рський (нар. 1747 — пом. 29 березня 1804) — російський скрипаль, композитор, диригент і педагог.

## Біографія
Народився у 1747 році. Син музиканта Григорія Поморського. Грі на скрипці почав навчатися в дитинстві. З 1763 року служив камер-музикантом і скрипалем імператорського оркестру. Також виступав в концертах як соліст. З 1767 року навчався у Відні. З 1784 року диригент російської опери, з того ж року викладав гру на скрипці в Петербурзькому театральному училищі. З 1789 року репетитор російської опери. З 1800 року — композитор і репетитор Імператорського театру. Помер 17 (29 березня), за іншими даними 4 (16 жовтня) 1804 року.

## З творчості
У 1779 році в театрі на Знам'янці в Москві була постановка його опери «Пігмаліон, або Сила любові» (лібретто Василя Майкова). Твори композитора не збереглись (лишилося лише лібретто опери).